# Africa segreta
Africa segreta è un film del 1969, diretto da Angelo e Alfredo Castiglioni e montato da Guido Guerrasio.